# 쓰리 파인즈
《쓰리 파인즈》(영어: Three Pines)는 2022년 프라임 비디오에서 공개된 캐나다와 영국의 미스터리 텔레비전 시리즈이다. 2023년 3월 시즌 2 제작 계획이 없다는 소식이 알려졌다.

## 개요
퀘벡주 경찰청(SQ) 소속 아르망 가마슈 경감은 윗선의 지시를 무시하고 원주민 블루 투리버스의 실종 사건을 계속 조사하다가 그 벌로 외딴 스리파인스에 파견된다. 일견 목가적인 이 마을에서 연속해서 벌어지는 살인을 조사하면서 가마슈는 그 이면에 감춰진 오래된 비극과 비밀을 파헤치게 된다.

## 출연
주연
- 앨프리드 몰리나
- 로시프 서덜랜드
- 클레어 콜터

조연
- 줄리언 베일리
- 크리스틀 라이트닝
- 로랑스 르뵈프